# 薙野ゆいら
薙野 ゆいら（なぎの ゆいら、6月29日 - ）は、日本の小説家。血液型はA型。
第4回角川ビーンズ小説大賞にて「神語りの玉座　星は導の剣をかかげ」で奨励賞受賞。

## 作品
- 「神語りの玉座」シリーズ  （イラスト：ひびき玲音 / ビーンズ文庫）：全3巻

1. 神語りの玉座 星は導の剣をかかげ
2. 神語りの玉座 月はさだめの矢をつがえ
3. 神語りの玉座 夜明けを告げる火がともる

- 「金蘭の王国」シリーズ （イラスト：香坂ゆう / ビーンズ文庫）：全5巻

1. 金蘭の王国 君とはじまりの約束を
2. 金蘭の王国 恋の嵐は王宮に吹いて
3. 金蘭の王国 月満ちる鏡の里へ
4. 金蘭の王国 君想う夜に夢の花は咲く
5. 金蘭の王国 約束の日は遥かに

- 「魔法書の姫は恋をする」シリーズ （イラスト：もぎたて林檎 / ビーンズ文庫）：全3巻

1. 魔法書の姫は恋をする はじまりのキス
2. 魔法書の姫は恋をする 守護者の誓い
3. 魔法書の姫は恋をする 永遠の証